# Kiss You
Kiss You è un singolo della boy band britannica-irlandese One Direction, estratto dal secondo album in studio Take Me Home del 2013. La canzone è stata composta da Carl Falk, Rami Yacoub, Savan Kotecha e Kristian Lundin, prodotta dai primi due.
Commercialmente ha raggiunto un medio successo nel Regno Unito, in Irlanda, in Australia e in Nuova Zelanda.

## Contesto e descrizione
Il 9 novembre 2012, nel mezzo della promozione di Take Me Home, Niall Horan annuncia che Kiss You sarebbe stato il terzo singolo estratto dall'album e che sarebbe stato lanciato il 16 novembre su iTunes.. In un'intervista con MTV News, Liam Payne ha dichiarato che è stato il primo brano che ha sentito dell'album, e che gli è piaciuto molto: «Sì, ci piace questa canzone [...] ha un posto speciale nei nostri cuori». Secondo Zayn Malik, è uno dei migliori pezzi di Take Me Home.
Il testo parla del fatto che si debba vivere ogni momento di una storia d'amore.. La sua composizione si basa semplicemente su un pianoforte e una chitarra. Esso contiene inoltre una serie di suoni elettronici Secondo la partitura pubblicata da Kobalt Music Publishing America Inc. nel sito Musicnotes, il brano ha un ritmo moderato di 90 battiti al minuto ed è composto nella tonalità di mi maggiore. Il 7 gennaio è stato pubblicato il video del brano su YouTube.
I One Direction hanno pubblicato, successivamente, una versione alternativa del video, cui sono stati aggiunti spezzoni precedentemente tagliati e parti del backstage.
Il video ha ottenuto la certificazione Vevo.

## CD
La versione su CD è stata pubblicata l'8 febbraio 2013 dalla Sony Music per il mercato tedesco, svizzero e austriaco.

### Tracce
1. Kiss You - 3:06
2. Little Things - 3:40